# Aluminotermisk reduktion

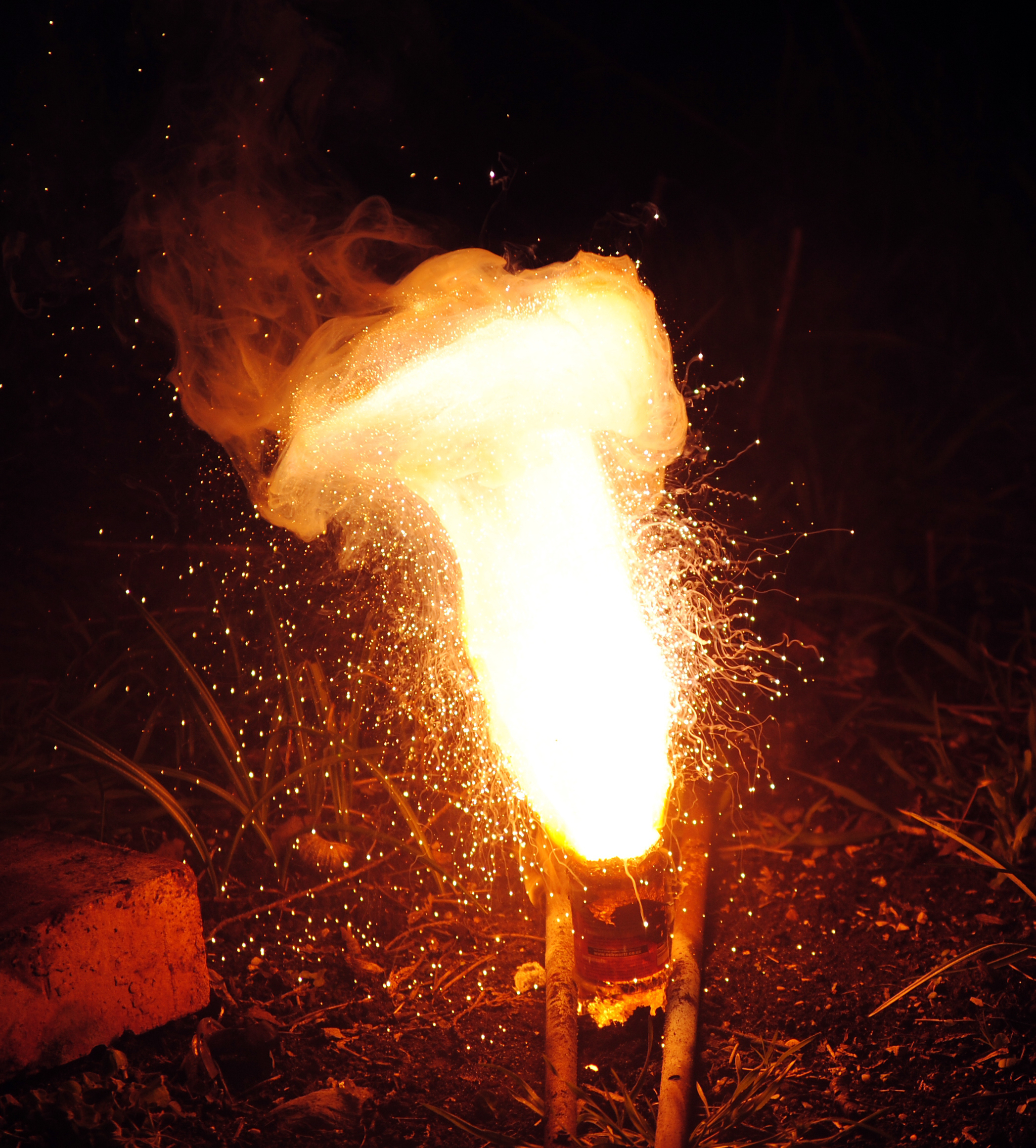
En aluminotermisk reduktion med järn(III)oxid.

En aluminotermisk reduktion är en typ av reduktion med hjälp av aluminium som sker vid höga temperaturer. Inom metallurgin används processen för framställning av metaller ur oxider som annars är svåra att reducera.
Man får till exempel rent krom genom att värma en blandning av krom(III)oxid och aluminium:
Cr2O3+2Al→2Cr+Al2O3
En aluminotermisk reduktion av bariumoxid, BaO, sker vid ca 1 100 °C sker i industriell skala. Denna framställning av metalliskt barium är mycket energikrävande på grund av de höga temperaturerna som behöver nås men också för att råvarorna är energikrävande.
Niob är ett grundämne som förekommer i niobjärn eller ferroniob som används inom stålindustrin. Dessa ämnen innehåller 40–70 % niob, järn samt låga halter av tantal. Niobjärn och ferroniob framställs genom aluminotermisk reduktion. Förutom aluminium består råvarorna av järnoxider samt columbit- eller pyroklorkoncentrat.
Termit är en blandning av aluminium och olika metalloxider. Vid antändning av en termitblandning startar en aluminotermisk reduktion. Vissa sammansättningar kan ge temperaturer på upp till 3000 °C.